# 厚樫山
厚樫山（あつかしやま）は、福島県国見町にある標高289.4mの低山である。福島県と宮城県の県境近くに位置しており、麓を東北自動車道、国道4号、東北本線が束になって通っている。1189年（文治5年）の奥州合戦の際にはこの山一帯が古戦場（阿津賀志山の戦い）となっており、その時の遺跡である二重堀（阿津賀志山防塁）が山中から山麓にかけて現存している。
現在は山頂まで車道が通じている。山頂には展望台が設けられており、福島盆地を望める。特に盆地一帯に桃の花が咲く春の景色は美しい。